# Dobrosav Krstić
Dobrosav Krstić (ur. 5 lutego 1932 roku w Nowym Sadzie, zm. 3 maja 2015 tamże) – były jugosłowiański piłkarz i trener występujący podczas kariery zawodniczej na pozycji obrońcy w klubach: FK Vojvodina, FC Sochaux-Montbéliard i FC Rouen oraz w reprezentacji Jugosławii. Uczestnik mistrzostw świata 1958. W latach 1967–1969 trenował Sochaux.
W reprezentacji zadebiutował 29 maja 1955 roku w meczu z Włochami (4:0).